# Körösztös István
Körösztös István (Kispest, 1918. december 4. – 2000 nyara ) magyar színész.

## Életpályája
Kispesten született 1918. december 4-én. Gyermekkora óta rajzolt, festett, középiskolás korában még festőnek készült. A színészet mellett sem hagyta abba e tevékenységét, monotípiákat, linó grafikákat, linómetszetű ex libriseket készített, több csoportos és egyéni kiállításon is részt vett.
1941-ben az Országos Színészegyesület színiiskolájában szerzett színészi diplomát. Pályáját Szabadkán kezdte, majd vidéki társulatokban lépett fel. 1950-től a debreceni Csokonai Színházban szerepelt, majd 1955-től a kaposvári Csiky Gergely Színházhoz szerződött. 1957-től nyugdíjba vonulásáig, 1980-ig a Békés Megyei Jókai Színház társulatának tagja volt. Játszott a Gyulai Várszínházban is, ahol a színház tíz éves jubileumán nívódíjban részesítették. Többnyire prózai darabok karakter- illetve intrikus szerepeit, korabeli magyar drámák értelmiségi figuráit alakította. Rendezéssel is foglalkozott.
Felesége Barcza Éva színésznő volt, akivel Debrecenben ismerkedett meg és ott is házasodtak össze. Egy gyermekük született, Éva.

## Fontosabb színházi szerepeiből
- Arthur Miller: Pillantás a hídról... Alfieri
- Benjamin Jonson: Volpone... Corbaccio
- Friedrich Schiller: Ármány és szerelem... Miller
- William Shakespeare: Makrancos Kata... Vincentio, öreg pisai úr
- William Shakespeare: V. Henrik... Westmoreland gróf
- Anton Pavlovics Csehov: Három nővér... Szoljonij Vaszilij Vasziljevics, vezérkari százados
- Anton Pavlovics Csehov: A manó... Orlovszkij, Ivan Ivanovics, földbirtokos
- George Bernard Shaw: A szerelem ára... Lickcheesse
- George Bernard Shaw: Caesar és Cleopatra... Theodotus
- George Bernard Shaw: Warrenné mesterséges... Tiszteletes
- Ion Luca Caragiale: Zűrzavaros éjszaka... Nae Ipingescu
- Molière: Tartuffe... Orgon
- Thornton Wilder: A mi kis városunk... Mr. Gibbs
- Viktor Rozov: A bohóc... Szeliscsev
- Jevgenyij Lvovics Svarc: Hókirálynő... IX. Kelemen király
- Abody Béla: Családi kör... Miltényi Károly, egyetemi tanár
- Baranyi Ferenc: A lónak vélt menyasszony... Vince
- Bródy Sándor: A tanítónő... Öreg Nagy; Szolgabíró
- Cserhalmi Imre: Alku nélkül... Szőke Gusztáv
- Cserhalmi Imre: A reggel mindig visszatér... Venczel, igazgatóhelyettes
- Csurka István: Döglött aknák... Moór Jenő
- Darvas József: Hunyadi... Hunyadi apja
- Hubay Miklós – Vas István – Ránki György: Egy szerelem három éjszakája... Dr. Szegilongi Lajos, bíró
- Kaló Flórián: Mai történet... Kiss Bertalan
- Katona József: Bánk bán... Mikhál bán
- Jékely Zoltán: Fejedelmi vendég... Orendi
- Áprily Lajos: A bíboros... Fábián Béni
- Keresztury Dezső: Nehéz méltóság... Köprüli, török fővezér
- Kertész Ákos: Névnap... Varga Lehel, asztalos
- Kodolányi János: Földindulás... Kántor János
- Mikszáth Kálmán – Benedek András – Karinthy Ferenc: A Noszty fiú esete Tóth Marival... Tóth Mihály
- Molnár Ferenc: Játék a kastélyban... Turai
- Móricz Zsigmond: Légy jó mindhalálig... Pósalaki, öreg vak úr
- Németh László: Bodnárné... Id. Bodnár
- Örkény István: Tóték... Cipriani
- Schwajda György: Mesebeli János... Művezető
- Szigligeti Ede: A trónkereső... Bodomér, kun bujdosó fejedelem
- Száraz György: A nagyszerű halál... Dobránszky
- Kós Károly: István király – Az országépítő... Bikács, udvarispán
- Veress Dániel: Véres farsang... Gyulai Pál, diplomata
- Tamási Áron: Boldog nyárfalevél... Torzsa, bíró havadon
- Tamási Áron: Ördögölés... Matuzsa
- Hegedüs Géza: Fehérlófia... Öregember
- Sárközi György: Dózsa... Csáky Miklós, csanádi püspök

## Rendezéseiből
- Simon Magda: Százházas lakodalom
- Csizmarek Mátyás: Apja lánya